# The Voice (TV-program)
The Voice är ett nederländskt programformat. Programmet hade premiär på RTL 4 under namnet The Voice of Holland. Programmet har sålts till flera länder, i USA hade det premiär den 26 april 2011 på NBC. Den 17 maj samma år tillkännagav TV4 att de köpt de svenska rättigheterna till TV-programmet. I juni 2011 började TV4 ta emot ansökningar på sin hemsida och programmet startar i början av 2012.
Programmet är uppdelad i tre delar och i sista delen ska man utse vem av de tävlande som har den bästa rösten. I första delen får spelaren göra en inspelning som fyra sångcoacher får lyssna på. Varje coach väljer sina favoriter som bildar ett lag. Därefter tävlar lagen mot varandra. Sista delen består av direktsända finaler där en åker ut varje vecka. I finalen är fyra deltagare kvar (de fyra coacherna har endast en deltagare till finalen).
I vissa länder, bland andra Nederländerna och Tyskland, har det även producerats en barnversion, The Voice Kids, där yngre deltar.

## The Voice-serier
Det finns för närvarande 58 vinnare i The Voice-formatet. Den senaste vinnaren är Glenn Claes från Belgien.
| Region/land        | Lokal titel                                                            | TV-kanal                               | Säsonger och vinnare | Coacher                                                                                         | Programledare                                                                                       |
| ------------------ | ---------------------------------------------------------------------- | -------------------------------------- | --- | ----------------------------------------------------------------------------------------------- | --------------------------------------------------------------------------------------------------- |
| Albanien           | The Voice of Albania (Vokali)                                          | Top Channel                            | Säsong 1, 2011-2012: Rina Bilurdagu Säsong 2, 2012-2013: Venera Lumani Säsong 3, 2013-2014: Kommande säsong | Elton Deda Alma Bektashi Miriam Cani Sidrit Bejleri                                             | Ledion Liço                                                                                         |
| Argentina          | La Voz... Argentina                                                    | Telefe                                 | Säsong 1, 2012: Kommande säsong | Alejandro Sanz Ricardo Montaner                                                                 | Alejandro Wiebe "Marley"                                                                            |
| Australien         | The Voice                                                              | Nine Network                           | Säsong 1, 2012: Kommande säsong | Delta Goodrem Keith Urban Joel Madden Seal                                                      | Darren McMullen                                                                                     |
| Belgien            | The Voice van Vlaanderen (The Voice of Flanders) (nederländska)        | Vtm                                    | Säsong 1, 2011-2012: Glenn Claes | Natalia Druyts Koen Wauters Jasper Steverlinck Alex Callier                                     | An Lemmens                                                                                          |
| Belgien            | The Voice Belgique (franska)                                           | La Une La Une HD                       | Säsong 1, 2011-2012: Roberto Bellarosa | Beverly Jo Scott Joshua Quentin Mosimann Lio                                                    | Maureen Louys                                                                                       |
| Brasilien          | The Voice Brasil                                                       | Rede Globo                             | Säsong 1, 2012: Ellen Oléria | Carlinhos Brown Cláudia Leitte Daniel Lulu Santos                                               | Tiago Leifert Dani Suzuki (backstage)                                                               |
| Bulgarien          | Glasat na Bulgaria Гласът на България (The Voice of Bulgaria)          | bTV                                    | Säsong 1, 2011: Stelijana Christova | Miroslav Kostadinov Ivana Mariana Popova Kiril Maritjkov                                        | Viktorija Terzijska Marten Roberto (backstage)                                                      |
| Kanada             | (franska)                                                              | TVA                                    | Säsong 1, 2013: Kommande säsong |                                                                                                 | |
| Chile              | La Voz de Chile                                                        | CHV                                    | Säsong 1, 2012: Kommande säsong | Americo Luis Fonsi                                                                              | Rafael Araneda                                                                                      |
| Tjeckien Slovakien | Hlas Česko Slovenska (The Voice of Czecho Slovakia)                    | Nova Markíza                           | Säsong 1, 2012: Pågående säsong | Dara Rolins Michal David Rytmus Josef Vojtek                                                    | Leoš Mareš Tina                                                                                     |
| Kina               |                                                                        | Dragon TV                              | Säsong 1, 2012: Kommande säsong |                                                                                                 | |
| Danmark            | Voice – Danmarks største stemme (Voice – The Biggest Voice of Denmark) | TV 2                                   | Säsong 1, 2011-2012: Kim Wagner | Steen Jørgensen Lene Nystrøm Sharin Foo L.O.C.                                                  | Morten Resen                                                                                        |
| Finland            | The Voice of Finland                                                   | Nelonen                                | Säsong 1, 2012: Pågående säsong | Paula Koivuniemi Michael Monroe Lauri Tähkä Elastinen                                           | Axl Smith                                                                                           |
| Frankrike          | The Voice: la plus belle voix (The Voice: The Prettiest Voice)         | TF1                                    | Säsong 1, 2012: Pågående säsong | Garou Florent Pagny Jenifer Louis Bertignac                                                     | Nikos Aliagas                                                                                       |
| Tyskland           | The Voice of Germany                                                   | ProSieben (torsdagar) Sat.1 (fredagar) | Säsong 1, 2011-2012: Ivy Quainoo Säsong 2, 2012-2013: Kommande säsong | Xavier Naidoo Nena The BossHoss Rea Garvey                                                      | Stefan Gödde Doris Golpashin (backstage)                                                            |
| Grekland           | The Voice Greece                                                       | Alpha TV                               | Säsong 1, Kommande säsong |                                                                                                 | |
| Indien             | The Voice of India                                                     | Imagine TV                             | Säsong 1, 2012: Kommande säsong |                                                                                                 | |
| Indonesien         | The Voice Indonesia                                                    | Trans TV                               | Säsong 1, 2012: Kommande säsong | Sherina Munaf David Bayu Judika J Flow                                                          | Ganindra Bimo                                                                                       |
| Irland             | The Voice of Ireland                                                   | RTÉ One                                | Säsong 1, 2012: Pågående säsong | Bressie Kian Egan Sharon Corr Brian Kennedy                                                     | Kathryn Thomas Eoghan McDermott (backstage)                                                         |
| Israel             | The Voice ישראל (The Voice Israel)                                     | Channel 2 (Reshet)                     | Säsong 1, 2012: Pågående säsong | Shlomi Shabat Aviv Geffen Rami Kleinstein Sarit Hadad                                           | Michael Alony Sivan Klein (backstage)                                                               |
| Italien            | The Voice of Italy                                                     | Rai 2                                  | Säsong 1, 2013: Elhaida Dani | Raffaella Carrà Noemi Piero Pelù Riccardo Cocciante                                             | Fabio Troiano                                                                                       |
| Litauen            | Lietuvos Balsas (The Voice of Lithuania)                               | LNK                                    | Säsong 1, 2012: Pågående säsong | Jurgis & Erica Violeta Tarasovienė Egidijus Sipavičius Merūnas Vitulskis                        | Vytautas Rumšas                                                                                     |
| Mexiko             | La voz... México                                                       | Televisa Canal de las Estrellas        | Säsong 1, 2011: Oscar Cruz Säsong 2, 2012: Kommande säsong | Lucero Aleks Syntek Espinoza Paz Alejandro Sanz                                                 | Mark Tacher Cynthia Urías (backstage)                                                               |
| Nederländerna      | The Voice of Holland                                                   | RTL 4                                  | Säsong 1, 2010-2011: Ben Saunders Säsong 2, 2011-2012: Iris Kroes Säsong 3, 2012: Leona Phillipo Säsong 4, 2013: Julia van der Toorn Säsong 5, 2014: O'G3NE Säsong 6, 2015-2016: MAAN Säsong 7, 2016-2017: Kommande säsong | Nuvarande Ali B Anouk Guus Meeuwis Miss Montréal                                                | Wendy van Dijk Martijn Krabbé Jamai Loman (backstage)                                               |
| Nederländerna      | The Voice Kids                                                         | RTL 4                                  | Säsong 1, 2012: Pågående säsong Säsong 2, 2013: Kommande säsong | Marco Borsato Nick & Simon Angela Groothuizen                                                   | Wendy van Dijk Martijn Krabbé Jamai Loman (backstage)                                               |
| Norge              | The Voice Norge Norges Beste Stemme                                    | TV2                                    | Säsong 1, 2012: Pågående säsong | Hanne Sørvaag Sondre Lerche Magne Furuholmen Yosef Wolde-Mariam                                 | Øyvind Mund Maria Bodøgaard (backstage)                                                             |
| Filippinerna       | The Voice Philippines                                                  | ABS-CBN                                | Säsong 1, 2012: Kommande säsong |                                                                                                 | |
| Polen              | The Voice of Poland Najlepszy głos                                     | TVP2                                   | Säsong 1, 2011: Damian Ukeje Säsong 2, 2012: Kommande säsong | Adam Darski Anna Dąbrowska Kayah Andrzej Piaseczny                                              | Hubert Urbański Magdalena Mielcarz Mateusz Szymkowiak (backstage)                                   |
| Portugal           | A Voz de Portugal (The Voice of Portugal)                              | RTP1                                   | Säsong 1, 2011-2012: Denis Felipe | Paulo Gonzo Anjos Mia Rose Rui Reininho                                                         | Catarina Furtado                                                                                    |
| Rumänien           | Vocea României                                                         | Pro TV                                 | Säsong 1, 2011: Ştefan Stan Säsong 2, 2012: Kommande säsong | Loredana Marius Moga Horia Brenciu Smiley                                                       | Pavel Bartoş Roxana Ionescu Vlad Roşca (backstage)                                                  |
| Sydkorea           | The Voice of Korea 보이스 코리아                                       | Mnet                                   | Säsong 1, 2012: Pågående säsong | Shin Seung Hun Baek Ji Young Kangta Gil Seong Joon                                              | Kim Jin Pyo                                                                                         |
| Spanien            | La Voz                                                                 | Telecinco                              | Säsong 1, 2012: Säsong 2, 2013: Säsong 3, 2015: I fråga | David Bisbal Malú Rosario Flores Melendi                                                        | Jesús Vázquez Carolina Alcázar (Backstage)                                                          |
| Sverige            | The Voice Sverige                                                      | TV4                                    | Säsong 1, 2012: Ulf Nilsson | Carola Petter Magnus Uggla Ola Salo                                                             | Carina Berg Simona Abraham                                                                          |
| Schweiz            | The Voice of Switzerland                                               | SF 1                                   | Säsong 1, 2013: Kommande säsong |                                                                                                 | |
| Turkiet            | O Ses Türkiye (The Voice Turkey)                                       | Show TV                                | Säsong 1, 2011-2012: Oğuz Berkay Fidan | Hadise Mustafa Sandal Murat Boz Hülya Avşar                                                     | Acun Ilıcalı Dilay Korkmaz (backstage)                                                              |
| Ukraina            | Holos Krajiny Голос країни (The Voice of the Country)                  | 1+1                                    | Säsong 1, 2011: Ivan Hanzera Säsong 2, 2012: Pågående säsong | Nuvarande Oleh Skrypka Oleksandr Ponomariov Diana Arbenina Valerija Tidigare Ruslana Stas Pyeha | Andryj Domans'ky Kateryna Osadtja Anatolij Anatolitj (backstage, greenroom) Mykyta Dobrynin (promo) |
| Storbritannien     | The Voice UK                                                           | BBC One BBC One HD                     | Säsong 1, 2012: Kommande säsong | Jessie J Tom Jones Will.i.am Danny O'Donoghue                                                   | Reggie Yates Holly Willoughby                                                                       |
| USA                | The Voice                                                              | NBC                                    | Säsong 1, 2011: Javier Colon Säsong 2, 2012: Pågående säsong | Adam Levine Christina Aguilera Cee Lo Green Blake Shelton                                       | Carson Daly Christina Milian (backstage) Tidigare Alison Haislip (backstage)                        |
| Vietnam            | Giọng hát Việt: The Voice of Vietnam                                   | VTV                                    | Säsong 1, 2012: Kommande säsong | Hồ Ngọc Hà Thu Minh Trần Lập Đàm Vĩnh Hưng                                                      | TBA                                                                                                 |